# Edward Douglass White (1845–1921)
Edward Douglass White (ur. 3 listopada 1845, zm. 19 maja 1921) – amerykański prawnik.
W latach 1891–1894 reprezentował stan Luizjana w Senacie Stanów Zjednoczonych.
W latach 1894–1910 był sędzią Sądu Najwyższego Stanów Zjednoczonych, a w latach 1910–1921 z nominacji prezydenta Williama Howarda Tafta pełnił funkcję jego prezesa.
Jego ojciec, również Edward Douglass White, był gubernatorem Luizjany oraz reprezentował ten stan w Izbie Reprezentantów Stanów Zjednoczonych.